# Derrick Ng
Derrick Ng (21 de septiembre de 1987) es un deportista canadiense que compitió en bádminton. Ganó una medalla de bronce en los Juegos Panamericanos de 2011, en la prueba de dobles.

## Palmarés internacional
| Juegos Panamericanos | Juegos Panamericanos | Juegos Panamericanos | Juegos Panamericanos |
| Año                  | Lugar                | Medalla              | Prueba               |
| -------------------- | -------------------- | -------------------- | -------------------- |
| 2011                 | Guadalajara (México) | Medalla de bronce    | Dobles               |